# Cystopteridaceae
Cystopteridaceae, porodica papratnica iz reda Polypodiales raširena po svim kontinentima. Postoji nekoliko rodova. 

## Rodovi
1. Genus Acystopteris Nakai
2. Genus ×Cystocarpium Fraser-Jenk.
3. Genus Cystopteris Bernh.
4. Genus Gymnocarpium Newman